# 蒙茲 (伊利諾伊州)
蒙茲（英語：Mounds）是一個位於美國伊利諾伊州普瓦斯基縣的城市。

## 地理
蒙茲的座標為37°06′53″N 89°11′57″W / 37.11472°N 89.19917°W，而該地的平均海拔高度為99米（即322英尺）。

## 人口
根據2010年美國人口普查的數據，蒙茲的面積為3.15平方千米，當中陸地面積為3.13平方千米，而水域面積為0.02平方千米。當地共有人口810人，而人口密度為每平方千米257.14人。